# Vrbová nad Váhom
Vrbová nad Váhom este o comună slovacă, aflată în districtul Komárno din regiunea Nitra. Localitatea se află la altitudinea de 109 m deasupra n.m., se întinde pe o suprafață de 21,7 km2 și în 2017 număra 525 de locuitori. Se învecinează cu comuna Komárno.

## Istoric
Localitatea Vrbová nad Váhom este atestată documentar din 1268.

## Demografie
| An:                | 1994 | 2004   | 2014   | 2024   |
| ------------------ | ---- | ------ | ------ | ------ |
| Număr de persoane: | 568  | 557    | 538    | 537    |
| Diferență:         |      | −1,93% | −3,41% | −0,18% |

| An:                | 2023 | 2024   |
| ------------------ | ---- | ------ |
| Număr de persoane: | 539  | 537    |
| Diferență:         |      | −0,37% |